# Kabelspoorweg Como-Brunate

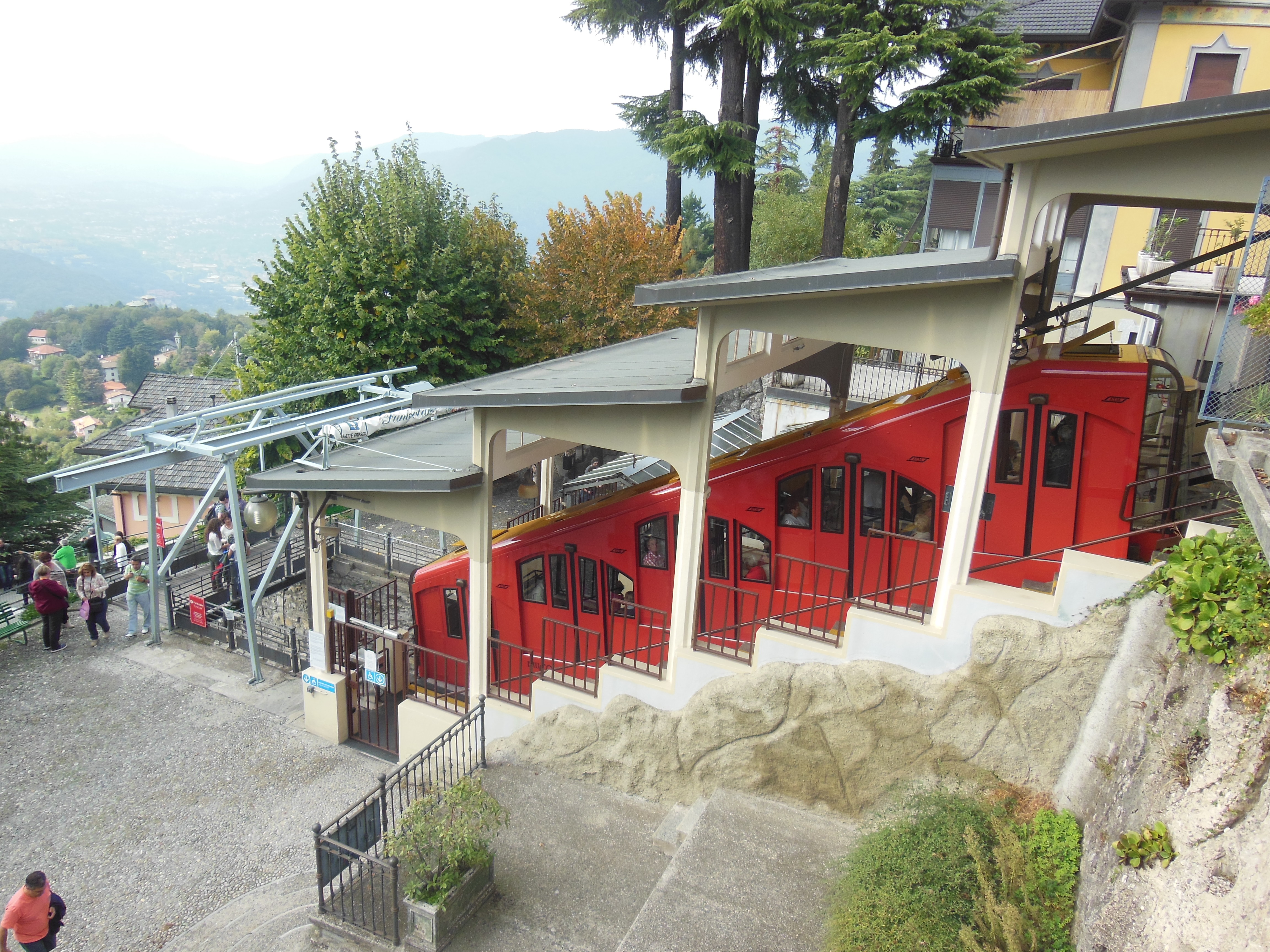
Een van de nieuwste wagens in het bovenstation

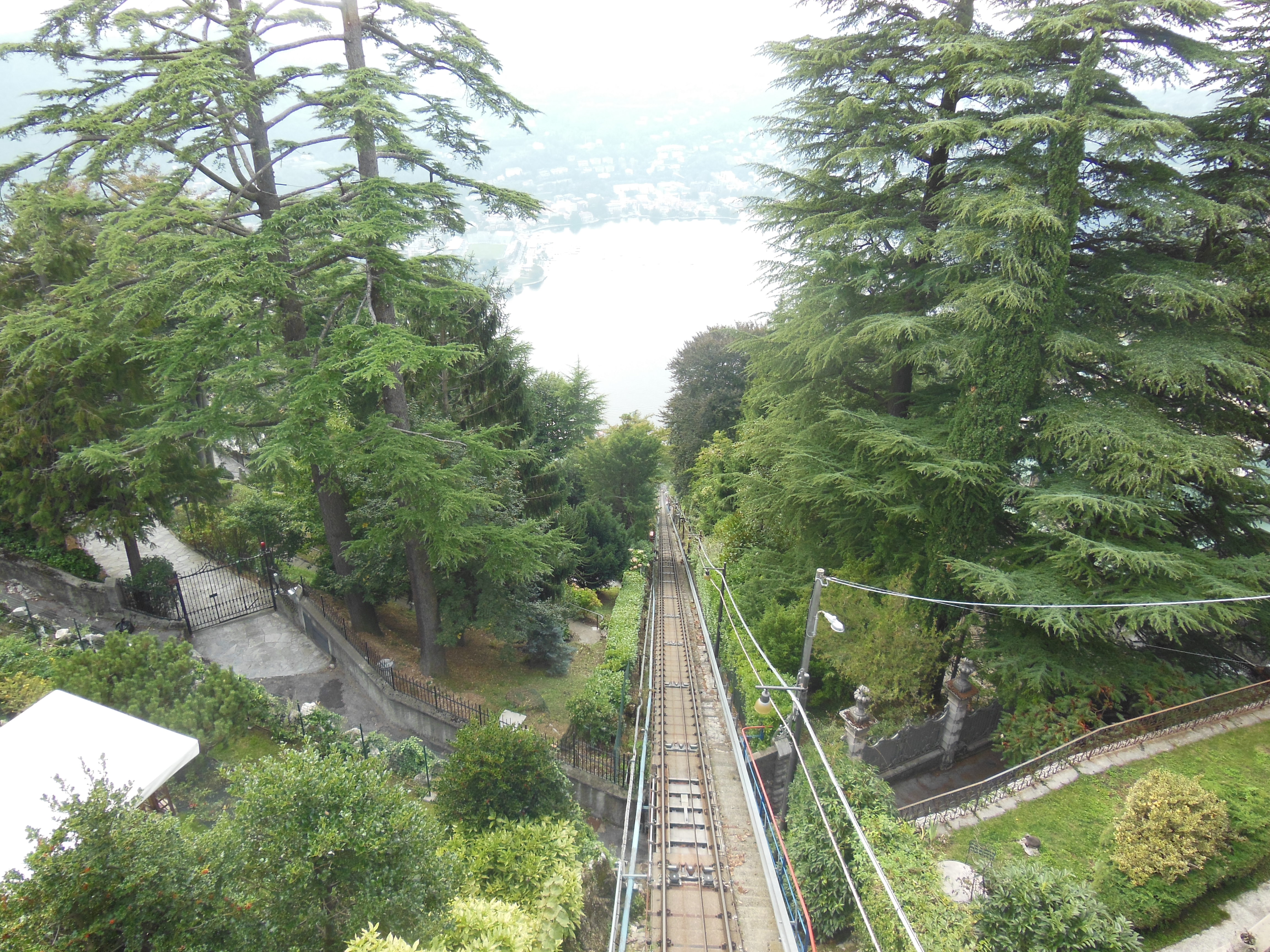
Naar beneden kijkend op de lijn van even onder het bovenstation, met onderaan het Comomeer

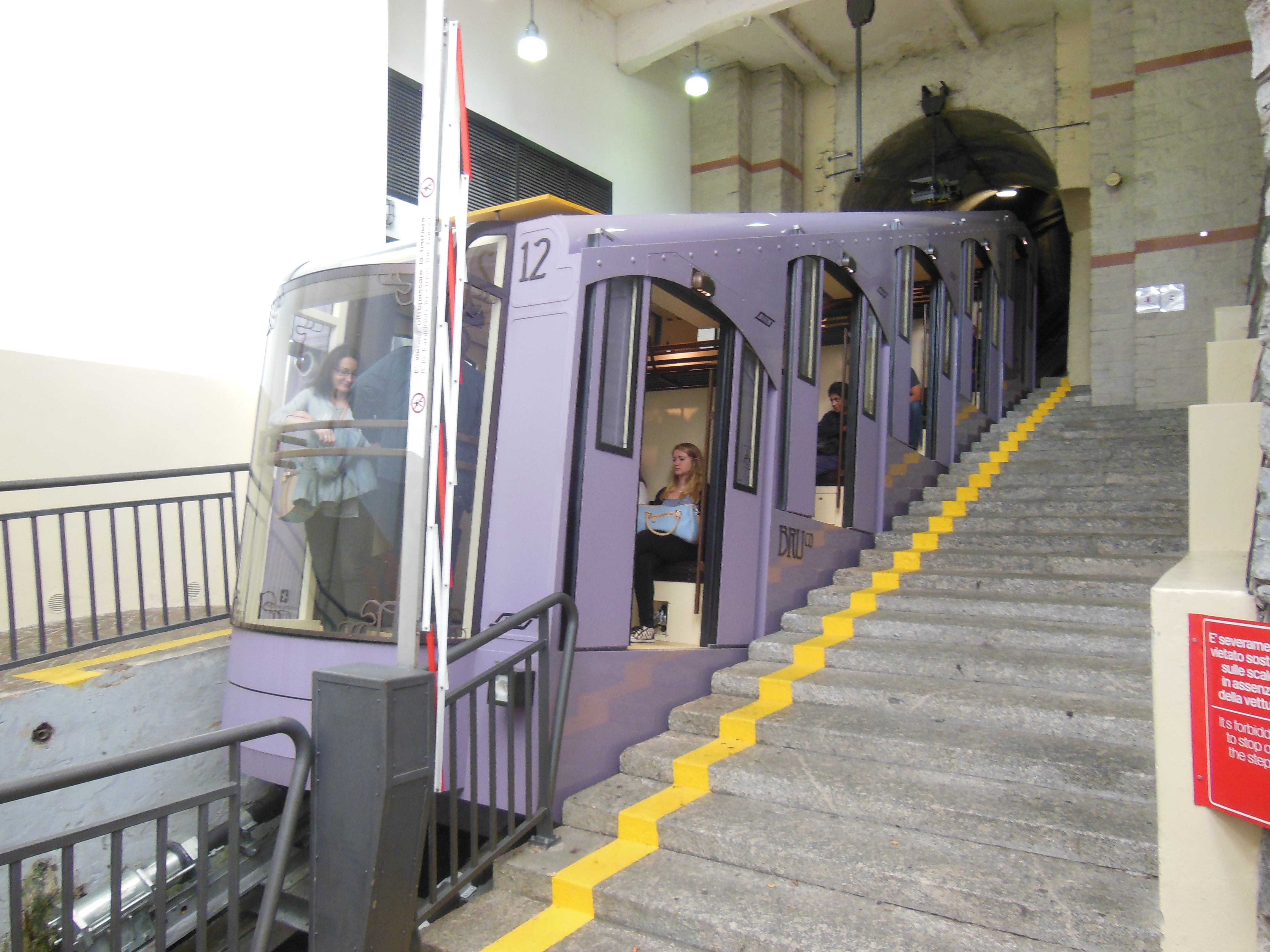
Een van de nieuwste wagens in het benedenstation

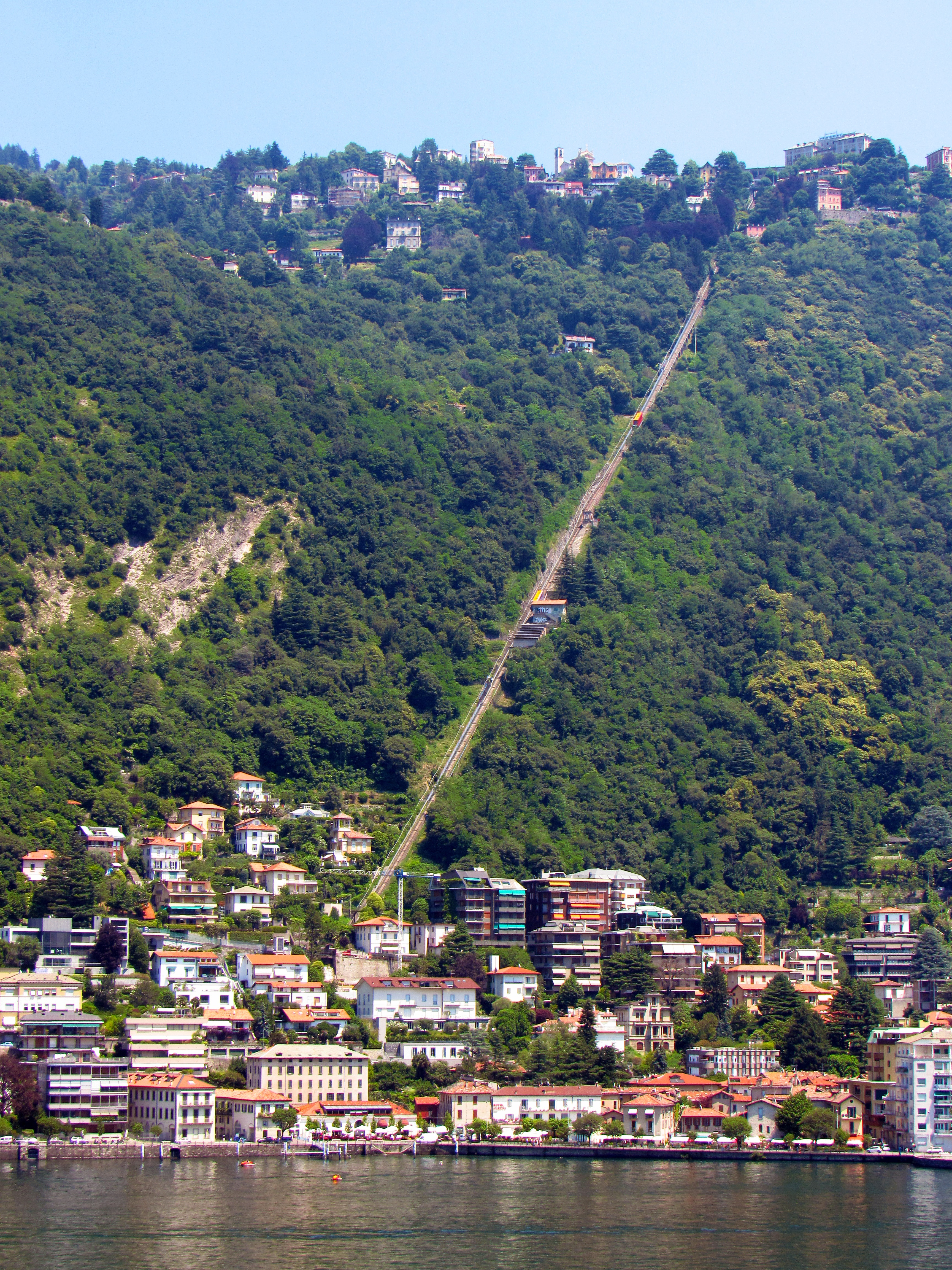
De route van de kabelspoorweg gezien vanaf het Comomeer

De kabelspoorweg Como-Brunate (Italiaans: Funicolare Como-Brunate) is een spoorlijntje dat gelegen is in de Noord-Italiaanse provincie Como in de regio Lombardije. De kabelspoorweg begint onderaan de berghelling aan het Comomeer in Como en eindigt aan de andere zijde boven op de berghelling in Brunate.

## Geschiedenis
In 1894 werd de kabelspoorweg geopend en maakte oorspronkelijk gebruik van een stoommachine. In 1911 werd het aandrijfsysteem omgebouwd naar een elektromotor. In 1934-1935 en 1951 werd de lijn gerenoveerd en werden er nieuwe rijtuigen in gebruik genomen.
In 1981 ging de eigendom van de kabelspoorweg over van de private onderneming Società Anonima Funicolare Como/Brunate naar de overheid van de regio Lombardije. In 2005 ging het management, samen met het lokale busdienst, over naar de lokale onderneming Consorzio Mobilità Funicolare & Bus. Deze onderneming laat het beheer via onderuitbesteding over aan Azienda Trasporti Milanesi S.p.A..
In het midden van augustus 2011 werd de kabelspoorweg heropend na een revisie met de kosten van 800.000 euro. Nieuwe wagens voor de lijn werden gebouwd voor een miljoen euro per stuk. Deze wagens zijn voorzien van airconditioning, hebben een lengte van 12 meter en een breedte van 2,1 meter en kunnen 81 passagiers vervoeren per rit. De wagens zijn in contrasterende kleuren geschilderd, de een in lila en de ander in rood.

## Route
Het lager gelegen station ligt aan het Comomeer ten noordoosten van het stadscentrum van Como. Het ligt op ongeveer 400 meter noordelijk van station Como Lago, bediend door de treinen van spoorwegmaatschappij Trenord, en op ongeveer 1400 meter ten oosten van station Como San Giovanni, gelegen aan de spoorlijn Milaan-Zürich.
De lijn heeft een lengte van 1084 meter, waarvan de onderste 130 meter door een tunnel lopen. De rest van de lijn ligt boven de grond en biedt uitzicht over het meer en de stad. Onderweg zijn er twee haltes die alleen bediend worden op verzoek.
Het hoger gelegen station ligt in het centrum van Brunate met toegangen in lager en hoger gelegen delen van de plaats. De hoger gelegen toegang ligt aan een pleintje met aan de overzijde van dit plein de machinekamer die door het publiek bekeken kan worden. De lager gelegen toegangen bieden uitzicht over Como en het meer en zijn het beginpunt van verschillende wandelroutes in de omliggende bergen.
De wagens gaan tegelijkertijd omhoog/omlaag en halverwege de lijn passeren ze een wisselplaats.

## Werking
| Aantal wagens      | 2                           |
| Aantal stops       | 2 terminals, 2 haltes       |
| Configuratie       | enkelspoor met passeerspoor |
| Lengte tracé       | 1084 meter                  |
| Spoorbreedte       | 1000 mm                     |
| Hoogteverschil     | 496 meter                   |
| Hellingspercentage | 55%                         |
| Capaciteit         | 81 passagiers per wagen     |
| Frequentie         | Iedere 15 of 30 minuten     |
| Maximumsnelheid    | 3 meter per seconde         |
| Reistijd           | 7 minuten                   |